# Dušan Nikolić
Dušan Nikolić (Belgrado, 23 gennaio 1953 – Belgrado, 15 dicembre 2018) è stato un calciatore jugoslavo, di ruolo centrocampista.